# West Springfield (Massachusetts)
Die Town of West Springfield ist eine US-amerikanische Stadt im Hampden County, Massachusetts. Das U.S. Census Bureau hat bei der Volkszählung 2020 eine Einwohnerzahl von 28.835 ermittelt. 
Obwohl sie den Namen Town in ihrem Namen trägt, wird sie seit 2000 als eine City verwaltet. Die Stadt ist auch als West Side bekannt, in Anlehnung an die Tatsache, dass sie auf der westlichen Seite des Connecticut River von Springfield liegt, eine Tatsache, die in der frühen Geschichte der Stadt eine große Rolle spielte. West Springfield ist heute Teil der Metropolregion von Springfield. 

## Geschichte
Das Gebiet, das als West Springfield bekannt wurde, wurde im Jahr 1635 besiedelt. Die Siedler flohen auf höher gelegenes Land auf der Ostseite des Flusses und gründeten Springfield nach einem großen Hurrikan im Jahr 1635. West Springfield war gutes Farmland, so dass einige Familien auf der Westseite blieben. Angesichts der anhaltenden Notwendigkeit, den Connecticut River zu überqueren, um an Stadtversammlungen teilzunehmen, und angesichts der Spannungen zwischen Ost und West über die Verteilung der Ressourcen, beantragten die Bewohner der Westseite 1756 beim Generalgericht von Massachusetts die Gründung einer eigenen Stadt. Nach einer besonders umstrittenen Stadtversammlung im Jahr 1773, die zwischen den Versammlungshäusern an den gegenüberliegenden Ufern hin und her pendelte und fast zu einem einjährigen Stillstand der Regierung führte, wurden schließlich von beiden Seiten Vorschläge zur Teilung an die koloniale Legislative geschickt. Am 23. Februar 1774 wurde West Springfield als separate Stadt gegründet, deren Gebiet das heutige Agawam und den größten Teil von Holyoke umfasst. Diese wurden später zu eigenen Gemeinden.
In West Springfield befindet sich das Messegelände der The Eastern States Exposition, einer jährlichen Landwirtschafts- und Publikumsmesse, die seit 1916 durchgeführt wird und jeweils rund 1,5 Millionen Besucher anzieht.

## Demografie
Nach einer Schätzung von 2019 leben in West Springfield 28.613 Menschen. Die Bevölkerung teilt auf in 87,1 % Weiße, 3,2 % Afroamerikaner, 0,3 % amerikanische Ureinwohner, 4,0 % Asiaten und 3,2 % mit zwei oder mehr Ethnizitäten. Hispanics oder Latinos aller Ethnien machten 10,7 % der Bevölkerung aus. Das mittlere Haushaltseinkommen lag bei 53.053 US-Dollar und die Armutsquote bei 11,3 %.

## Persönlichkeiten
- Samuel Lathrop (1772–1846), Politiker
- Edward Wade (1802–1866), Politiker
- Leo Durocher (1905–1991), Baseballspieler
- Angelo Bertelli (1921–1999), American-Football-Spieler
- Gene Grazia (1934–2014), Eishockeyspieler
- Miles Joseph (* 1974), Fußballspieler